# Compus de șase cuburi
Un compus de șase cuburi are două forme. O formă este un aranjament simetric de șase cuburi, considerate drept prisme pătrate. Este un caz particular al compusului de șase cuburi cu libertate de rotație.
Cealaltă formă este diferită de cea a compusului de șase cuburi cu libertate de rotație.